# Yang-Mills-Gleichungen
Die Yang-Mills-Gleichungen sind in den mathematischen Teilgebieten der Differentialgeometrie und insbesondere der Yang-Mills-Theorie auftauchende partielle Differentialgleichungen für Zusammenhänge auf einem Hauptfaserbündel. Benannt sind die Gleichungen nach Chen-Ning Yang und Robert Mills, welche diese im Jahr 1954 erstmals aufgestellt haben. In vier Dimensionen lassen sich die Yang-Mills-Gleichungen zweiter Ordnung auf die (anti)-selbstdualen Yang-Mills-Gleichungen erster Ordnung reduzieren. Eine wichtige Anwendung des Modulraumes der antiselbstdualen Yang-Mills-Gleichungen ist der Beweis des Donaldson-Theorems, welches die Donaldson-Theorie begründete, in welcher allgemein vierdimensionale Mannigfaltigkeiten durch die Modulräume der antiselbstdualen Yang-Mills-Gleichungen auf ihnen untersucht werden. Eine bekannte Lösung der Yang-Mills-Gleichungen ist die BPST-Instantone. Eine Verallgemeinerung der Yang-Mills-Gleichungen ist durch die Yang-Mills-Higgs-Gleichungen gegeben.

## Formulierung

### Mathematische Notation
Sei {\displaystyle G} eine Lie-Gruppe mit Lie-Algebra {\displaystyle {\mathfrak {g}}} und {\displaystyle E\twoheadrightarrow B} ein {\displaystyle G}-Hauptfaserbündel, wobei {\displaystyle B} eine orientierbare Riemannsche Mannigfaltigkeit ist. Sei {\displaystyle \operatorname {Ad} (E):=E\times _{G}{\mathfrak {g}}\twoheadrightarrow B} das adjungierte Vektorbündel. Sei {\displaystyle A\in \Omega _{\operatorname {Ad} }^{1}(E,{\mathfrak {g}})\cong \Omega ^{1}(B,\operatorname {Ad} (E))} ein Zusammenhang und {\displaystyle F_{A}:=\mathrm {d} A+{\frac {1}{2}}[A\wedge A]\in \Omega _{\operatorname {Ad} }^{2}(E,{\mathfrak {g}})\cong \Omega ^{2}(B,\operatorname {Ad} (E))} dessen Krümmungsform. Für diese ist die Yang-Mills-Gleichung gegeben durch:
{\displaystyle \mathrm {d} _{A}\star F_{A}=0.}
Darüber hinaus gilt die Bianchi-Identität:
{\displaystyle \mathrm {d} _{A}F_{A}=0.}
Eine Lösung {\displaystyle A} der Yang-Mills-Gleichungen wird Yang-Mills-Zusammenhang genannt. Für einen Yang-Mills-Zusammenhang wird dessen Krümmung {\displaystyle F_{A}} auch Yang-Mills-Feld genannt.

### Physikalische Notation
In der Physik werden die Yang-Mills-Gleichungen bevorzugt in lokalen Koordinaten angegeben. Griechische Indizes stehen dabei für die Koordinaten der zugrundeliegenden Mannigfaltigkeit, welche in der Physik die Raumzeit darstellt, und lateinische Indizes stehen für die Koeffizienten bezüglich einer Basis {\displaystyle T_{a}} der Lie-Algebra. (Etwa den Pauli-Matrizen für {\displaystyle {\mathfrak {g}}={\mathfrak {su}}(2)} oder den Gell-Mann-Matrizen für {\displaystyle {\mathfrak {g}}={\mathfrak {su}}(3)}.) Es ist:
{\displaystyle A=A_{\mu }\mathrm {d} x^{\mu }=A_{\mu }^{a}T_{a}\mathrm {d} x^{\mu };}
{\displaystyle F=F_{\mu \nu }\mathrm {d} x^{\mu }\wedge \mathrm {d} x^{\nu }=F_{\mu \nu }^{a}T_{a}\mathrm {d} x^{\mu }\wedge \mathrm {d} x^{\nu }.}
Die Definition der Krümmungsform wird nun zu:
{\displaystyle F_{\mu \nu }^{a}=\partial _{\mu }A_{\nu }^{a}-\partial _{\nu }A_{\mu }^{a}+f_{bc}^{a}A_{\mu }^{b}A_{\nu }^{c}.}
Die Yang-Mills-Gleichungen werden zu:
{\displaystyle D^{\mu }F_{\mu \nu }=\partial ^{\mu }F_{\mu \nu }^{a}+f_{bc}^{a}A^{\mu b}F_{\mu \nu }^{c}=0.}
Dabei wird bei allen Gleichungen die Einsteinsche Summenkonvention verwendet, bei welcher über Indizes, die sowohl kovariant (unten) als auch kontravariant (oben) vorkommen, summiert wird, wobei das Summenzeichen jedoch zur Vereinfachung weggelassen wird.

## Herleitung
Hergeleitet werden können die Yang-Mills-Gleichungen aus der Yang-Mills-Wirkung:
{\displaystyle \operatorname {YM} \colon \Omega ^{1}(B,\operatorname {Ad} (E))\rightarrow \mathbb {R} ,\operatorname {YM} (A):=\int _{B}\|F_{A}\|^{2}\mathrm {d} \operatorname {vol} _{g}.}
Yang-Mills-Zusammenhänge sind genau ihre kritischen Punkte, also lokale Extrema einer Variation, wozu lokale Minima, Sattelpunkte und lokale Maxima gehören. Mathematisch ausgedrückt ist also {\displaystyle A} ein Yang-Mills-Zusammenhang, wenn für alle glatten Wege {\displaystyle \alpha \colon (-\varepsilon ,\varepsilon )\rightarrow \Omega ^{1}(B,\operatorname {Ad} (E))} mit {\displaystyle \alpha (0)=A} die Bedingung:
{\displaystyle {\frac {\mathrm {d} }{\mathrm {d} t}}\operatorname {YM} (\alpha (t))\vert _{t=0}=0}
erfüllt ist.

## Abelsche Yang-Mills-Gleichungen
Die abelschen Yang-Mills-Gleichungen (oder abelsche YM-Gleichungen) sind der Spezialfall der Yang-Mills-Gleichungen für eine abelsche Lie-Gruppe {\displaystyle G} und entsprechend für eine abelsche Lie-Algebra {\displaystyle {\mathfrak {g}}}, für welche alle Lie-Klammern verschwinden. Daher fällt der zweite Term in der kovarianten Ableitung {\displaystyle \mathrm {d} _{A}=\mathrm {d} +[A\wedge -]} heraus und diese wird einfach zur Cartan-Ableitung {\displaystyle \mathrm {d} }. (Ebenso fällt die adjungierte kovariante Ableitung {\displaystyle \delta _{A}=\pm \star \mathrm {d} _{A}\star } zur adjungierten Cartan-Ableitung {\displaystyle \delta =\pm \star \mathrm {d} \star }.) Dadurch werden die abelschen Yang-Mills-Gleichungen zu:
{\displaystyle \mathrm {d} \star \mathrm {d} A.}

### U(1)-Yang-Mills-Gleichungen auf R²
Seien {\displaystyle f,g\colon \mathbb {R} ^{2}\rightarrow \mathbb {R} } glatt, dann gilt für die {\displaystyle 1}-Form {\displaystyle A=f\mathrm {d} x+g\mathrm {d} y}:
{\displaystyle \mathrm {d} A=(-\partial _{y}f+\partial _{x}g)\mathrm {d} x\wedge \mathrm {d} y;}
{\displaystyle \star \mathrm {d} A=-\partial _{y}f+\partial _{x}g;}
{\displaystyle \mathrm {d} \star \mathrm {d} A=\partial _{x}(-\partial _{y}f+\partial _{x}g)\mathrm {d} x+\partial _{y}(-\partial _{y}f+\partial _{x}g)\mathrm {d} y.}
Dadurch werden die {\displaystyle \operatorname {U} (1)}-Yang-Mills-Gleichungen auf {\displaystyle \mathbb {R} ^{2}} zu:
{\displaystyle -\partial _{y}f+\partial _{x}g=\mathrm {const} .}

### U(1)-Yang-Mills-Gleichungen auf R³
Seien {\displaystyle f,g,h\colon \mathbb {R} ^{3}\rightarrow \mathbb {R} } glatt, dann gilt für die {\displaystyle 1}-Form {\displaystyle A=f\mathrm {d} x+g\mathrm {d} y+h\mathrm {d} z}:
{\displaystyle \mathrm {d} A=(\partial _{y}h-\partial _{z}g)\mathrm {d} y\wedge \mathrm {d} z+(\partial _{z}f-\partial _{x}h)\mathrm {d} z\wedge \mathrm {d} x+(\partial _{x}g-\partial _{y}f)\mathrm {d} x\wedge \mathrm {d} y}
{\displaystyle \star \mathrm {d} A=(\partial _{y}h-\partial _{z}g)\mathrm {d} x+(\partial _{z}f-\partial _{x}h)\mathrm {d} y+(\partial _{x}g-\partial _{y}f)\mathrm {d} z}
{\displaystyle \mathrm {d} \star \mathrm {d} A={\big (}\partial _{y}(\partial _{x}g-\partial _{y}f)-\partial _{z}(\partial _{z}f-\partial _{x}h){\big )}\mathrm {d} y\wedge \mathrm {d} z+{\big (}\partial _{z}(\partial _{y}h-\partial _{z}g)-\partial _{x}(\partial _{x}g-\partial _{y}f){\big )}\mathrm {d} z\wedge \mathrm {d} x+{\big (}\partial _{x}(\partial _{z}f-\partial _{x}h)-\partial _{y}(\partial _{y}h-\partial _{z}g){\big )}\mathrm {d} x\wedge \mathrm {d} y}
Dadurch werden die {\displaystyle \operatorname {U} (1)}-Yang-Mills-Gleichungen auf {\displaystyle \mathbb {R} ^{3}} zu:
{\displaystyle \Delta f=\partial _{x}(\partial _{x}f+\partial _{y}g+\partial _{z}h);}
{\displaystyle \Delta g=\partial _{y}(\partial _{x}f+\partial _{y}g+\partial _{z}h);}
{\displaystyle \Delta h=\partial _{z}(\partial _{x}f+\partial _{y}g+\partial _{z}h).}
Für das Vektorfeld {\displaystyle v=(f,g,h)\colon \mathbb {R} ^{3}\rightarrow \mathbb {R} ^{3}} ist kürzer:
{\displaystyle \nabla \times (\nabla \times v)=\Delta v-\nabla (\nabla \cdot v)=0.}

## Verbindung zu verallgemeinerten Laplace-Gleichungen
Das Cartan-Differential {\displaystyle \mathrm {d} }, welches den Grad einer Differentialform um eins erhöht, sowie dessen adjungiertes Kodifferntial {\displaystyle \delta }, welches den Grad einer Differentialform um eins verringert, können zur Definition eines verallgemeinerten Laplace-Operators {\displaystyle \Delta =\delta \mathrm {d} +\mathrm {d} \delta } verwendet werden. Dies ist ebenfalls für Lie-Algebrenwertige Differentialformen möglich durch:
{\displaystyle \Delta _{A}:=\delta _{A}\mathrm {d} _{A}+\mathrm {d} _{A}\delta _{A}\colon \Omega ^{k}(B,\operatorname {Ad} (E))\rightarrow \Omega ^{k}(B,\operatorname {Ad} (E)).}
Während jedoch {\displaystyle \mathrm {d} ^{2}=0}, ist {\displaystyle \mathrm {d} _{A}^{2}=[F_{A}\wedge -]\neq 0}, weshalb sich etwa die De-Rham-Kohomologie oder die Hodge-Zerlegung nicht einfach analog übertragen lassen.
Eine Kombination der Bianchi-Identität {\displaystyle \mathrm {d} _{A}F_{A}=0} und den Yang-Mills-Gleichungen {\displaystyle \delta _{A}F_{A}=0} impliziert direkt:
{\displaystyle \Delta _{A}F_{A}=0.}

## Dimensionsreduktion
Eine Einschränkung auf unter einer vorgegebenen Symmetrie invarianten Lösungen der Yang-Mills-Gleichungen über einer vierdimensionalen Mannigfaltigkeit wird als Dimensionsreduktion bezeichnet. Typischerweise wird dabei der vierdimensionale euklidische Raum verwendet. Etwa ergeben sich die Sinus-Gordon-Gleichung und die Korteweg-de-Vries-Gleichung durch Dimensionsreduktion der {\displaystyle \operatorname {SU} (2)} ASDYM-Gleichungen und die Tzitzeica-Gleichung ergibt sich durch Dimensionsreduktion der {\displaystyle \operatorname {SL} _{3}(\mathbb {R} )} ASDYM-Gleichungen.